# Magdalena Tulli
Magdalena Tulli, född 20 oktober 1955 i Warszawa, är en polsk författare och översättare.

## Biografi
Tulli har en italiensk far och en polsk-judisk mor. Som barn tillbringade hon mycket tid hos fadern i Milano. Hon avlade studentexamen i Warszawa 1974 och studerade därfefter biologi vid Universitetet i Warszawa. Hon avlade magister- och doktorsexamen 1979 respektive 1983. Från 1986 till 1991 studerade hon även psykologi. Innan författardebuten arbetade hon bland annat vid den polska forskningsstationen Arctowski i Antarktis, där hon forskade om protozoer, samt som undersköterska.
Hon har två söner och bor i stadsdelen Mokotów i Warszawa.

## Författarskap
Tulli debuterade 1995 med romanen Sny i kamienie, som är det enda av hennes verk som översatts till svenska (Drömmar och stenar, 2008). Debuten belönades med det prestigefyllda Kościelskipriset. Den följdes av W czerwieni (I det röda; 1998), Tryby (Modus; 2003), Skaza (Rispan; 2006), Kontroler snów (Drömkontrollanten; 2007, under pseudonymen Marek Nocny), Włoskie szpilki (Italienska stilettklackar; 2011) och Szum (Brus; 2014). Tillsammans med sociologen Sergiusz Kowalski skrev hon Zamiast procesu. Raport o mowie nienawiści (I stället för rättegång; 2003), en kartläggning av huvudsakligen antisemitisk hatpropaganda i några högerinriktade polska dagstidningar. År 2017 utgav hon sin första barnbok, Ten i tamten las (Den här skogen och den där).
Hon har nominerats till Nikepriset fem gånger: år 1999, 2004, 2007, 2012 och 2015. År 2017 mottog hon det tysk-polska Samuel-Bogumil-Linde-Preis.
Tulli räknas till de mest betydelsefulla kvinnliga författarna inom samtida polsk litteratur. Hennes stil har av kritikerkåren beskrivits som postmodern, nyskapande och en sorts "anti-prosa". Hennes författarskap har jämförts med författare som Italo Calvino, Jorge Luis Borges och Bruno Schulz. Hennes böcker har översatts till ca 10 språk.
Som översättare har hon tagit sig an verk av bland andra Italo Calvino och Marcel Proust.